# Vierge à l'Enfant (Cima da Conegliano, Saint-Pétersbourg)
La Vierge à l'Enfant du Musée de l'Ermitage est une peinture à l'huile sur panneau (66x57 cm) de Cima da Conegliano, datant de 1496-1499.

En général, les œuvres de Cima da Conegliano sont uniques, cependant, dans ce cas particulier, l'artiste a peint à l'aide de cartons, et on peut noter la grande similitude de ce travail avec d'autres du même artiste :

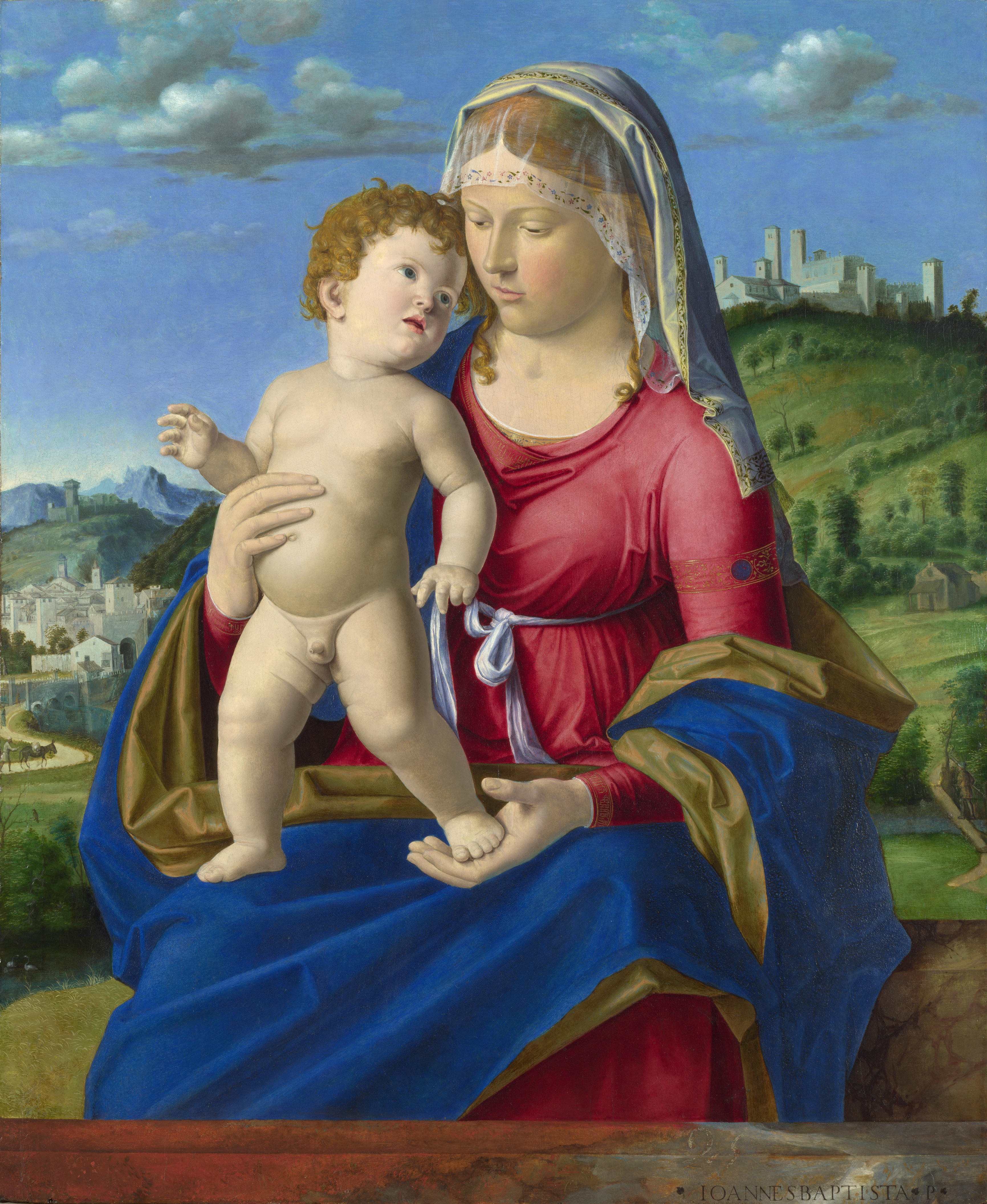
National Gallery de Londres
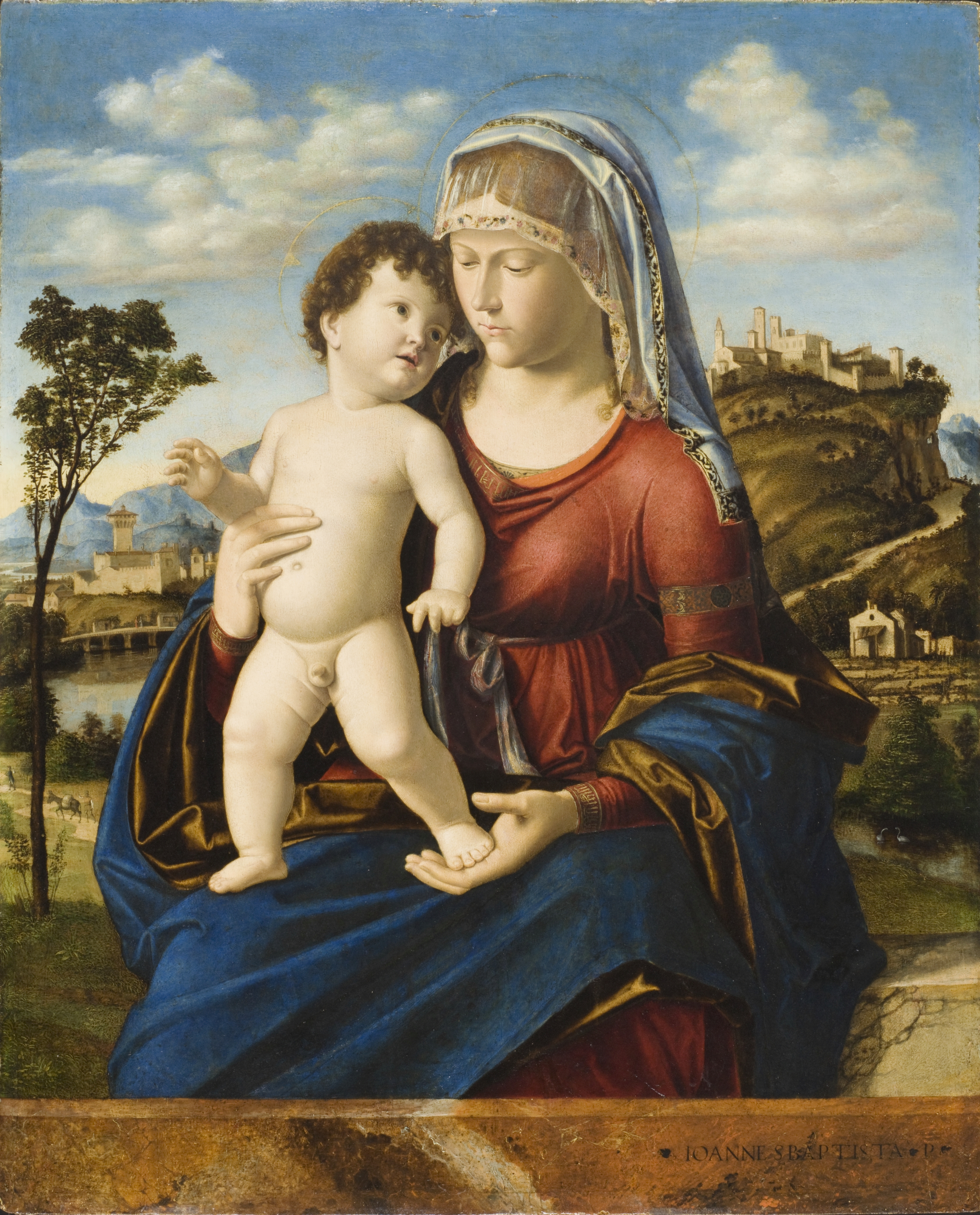
Los Angeles County Museum of Art
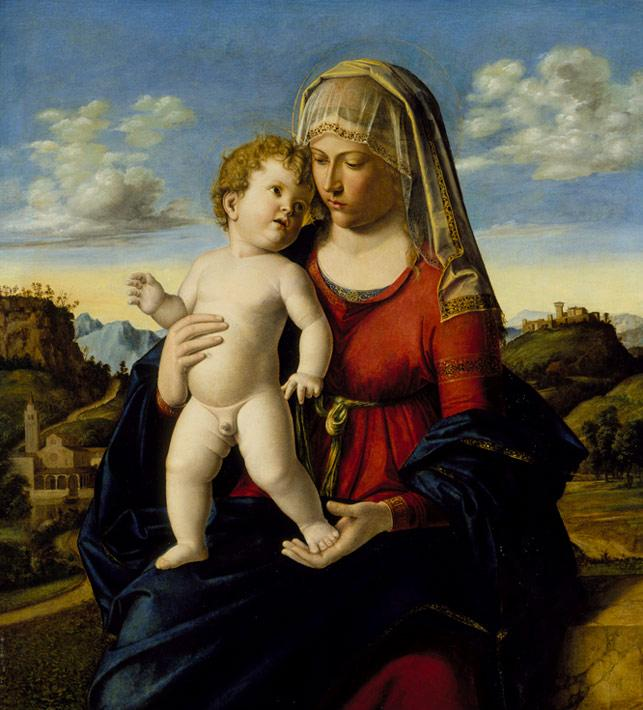
North Carolina Museum of Art
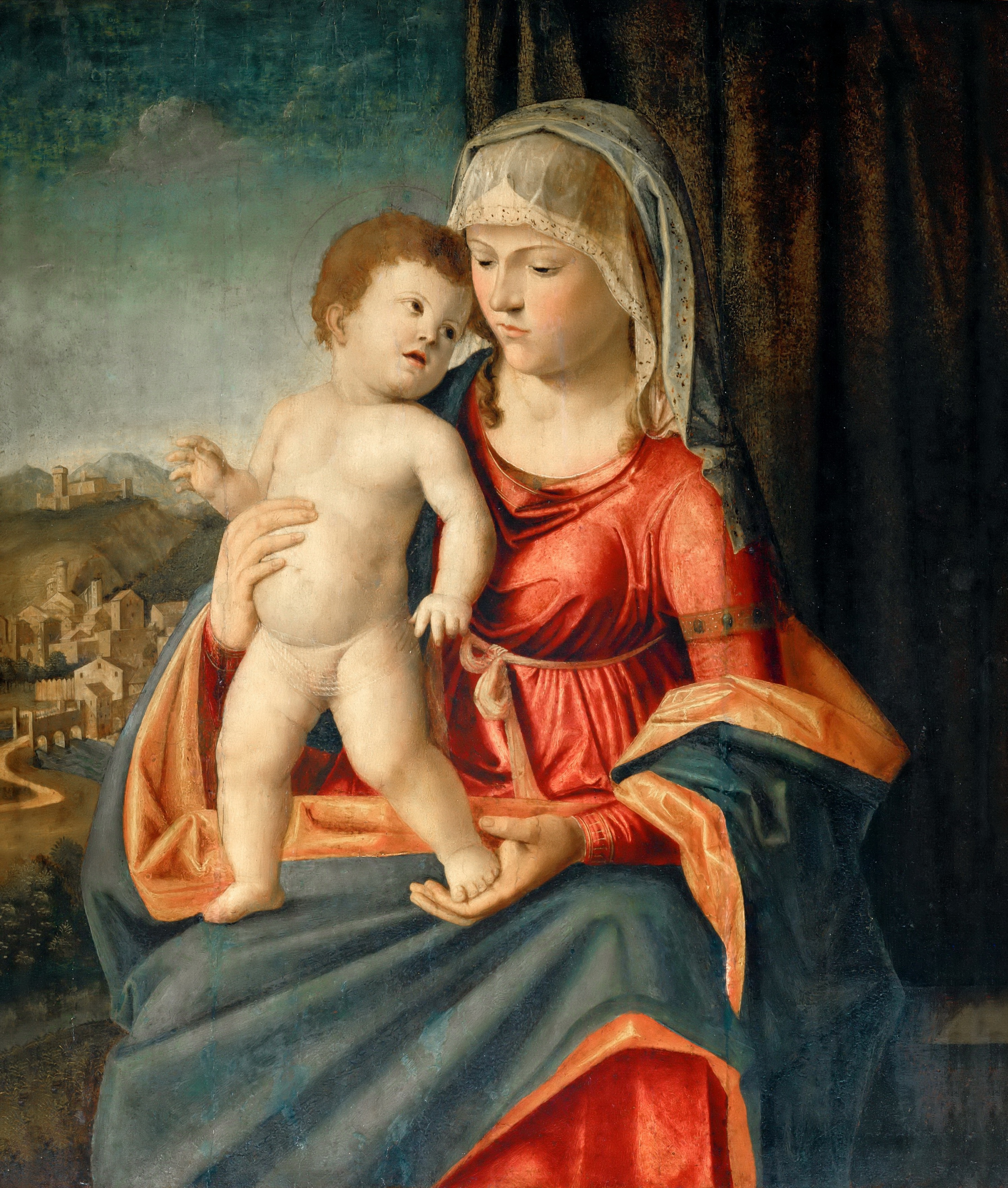
Musée du Louvre de Paris